# Músculos de la cara
Los músculos de la cara contribuyen a la apertura y la oclusión de los orificios de la cara, a la masticación y a la expresión mímica .
Los músculos de la cara se pueden separar en dos grupos: los de la masticación y los faciales. Los músculos de la masticación son el músculo temporal, el pterigoideo externo, el pterigoideo interno y el masetero. 
Los músculos faciales comparten tres características en común: son inervados por el nervio facial, poseen una inserción en la piel y son constrictores

## De los párpados

### Músculo orbicular de los párpados
El músculo orbicular de los párpados se encuentra delante de la órbita ocular; en forma de anillo, ancho, aplanado y delgado, constituido por dos porciones: una orbitaria y otra palpebral.
Se inserta, por dentro en el tendón orbicular, que a su vez se inserta en los labios anterior y posterior del canal lagrimal, en el proceso ascendente del maxilar superior y el proceso orbitario interno del hueso frontal y, por fuera, en la cara profunda de la piel. El espasmo o parálisis del músculo orbicular de los párpados causa eversión del párpado, llamado ectropión. 
Es el único músculo capaz de cerrar los párpados.

## En la nariz

### Piramidal de la nariz o músculo Prócer
El músculo piramidal de la nariz es un músculo de la cara, se encuentra en el dorso de la nariz y entrecejo, por debajo del músculo frontal, separado por la línea aponerótica de su homónimo del lado opuesto.
Se inserta en los cartílagos laterales y en los bordes inferior e interno de los huesos propio de la nariz; por arriba en la cara profunda de los tegumentos del entrecejos.
Lo inerva el nervio facial.
Función: desplaza la piel frontal hacia abajo en un movimiento uniforme

### Transverso
Forma: Aplanado, triangular y delgado. 
Ubicación: Se extiende en la parte superior del dorso de la nariz. 
Descripción: Del dorso de la nariz, donde nace, se dirige al músculo abajo hacia el surco del ala de la nariz y termina en la piel y en el músculo mirtiforme. 
Función: Abre el ala de la nariz hacia arriba y adelante. Es dilatador de las narinas.

### Mirtiforme
Forma:Aplanado y en forma de abanico. 
Ubicación:de las ventanas de la nariz hasta el borde posterior de las narinas. Situado por debajo de las aberturas nasales. 
Descripción: El músculo se dirige superiormente y se fija a la cara profunda de la piel que reviste el subtabique y el borde posterior del orificio de las narinas. Las fibras laterales del músculo depresor del tabique nasal se continúan con los fascículos superiores de la porción transversa del músculo nasal. 
Función: Baja el ala de la nariz y estrecha transversalmente el orificio o ventana nasal. Muy útil para limitar la entrada de partículas nocivas (como el polvo) hacia las vías respiratorias altas.
Inervación: Nervio Temporofacial.

### Dilatador de la nariz
Forma: pequeño, delgado, aplanado y triangular 
Ubicación: sus fibras se extienden en el espesor del ala de la nariz, del surco nasolabial al borde lateral de la narina correspondiente. 
Descripción: Posteriormente se une a la piel del surco nasolabial. Las fibras que se aplican sobre el cartílago del ala de la nariz alcanzan el borde inferior del ala de la nariz y se fijan en la cara profunda del tegumento. 
Función: Dilatador de la ventana nasal. Desplaza el ala de la nariz lateralmente, aumentando así el diámetro transversal de las narinas. Músculo muy atrofiado en el ser humano.
Inervación: Nervio Temporofacial.

## Alrededor de la boca y de los labios

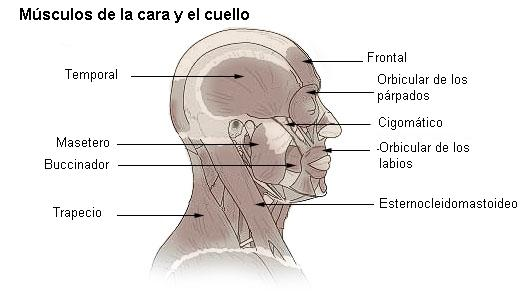
Algunos músculos de la cara lateral de la cara, cuello y cabeza.

### Buccinador
El músculo buccinador es un músculo que se encuentra en la mejilla, delante del masetero; ancho y plano.
Se inserta, por detrás en el borde alveolar del maxilar superior y maxilar inferior; en el ala interna del proceso pterigoides y en el ligamento pterigomaxilar; por delante en la mucosa de la comisura labial; también está atravesado por una rama del nervio facial. Su principal función es la de dar forma al rostro, agrandar la hendidura bucal y ejercer presión en la cavidad oral (silbar).
Tira hacia atrás la comisura labial aumentando el diámetro transversal de la boca, interviene en el silbar, tocar instrumentos de viento, acomodar alimentos en los arcos dentarios.

### Orbicular de los labios
El músculo orbicular de los labios de la cara es un músculo de la cara, ubicado alrededor del orificio bucal; en forma de elipse y constituido por dos porciones: semiorbicular superior e inferior. También se conoce como orbicularis oris.
Se inserta en la piel y mucosa de los labios, subtabique en su origen y comisuras de los labios en su terminación, también ayuda a soplar o emitir silbidos, pero sin duda su función principal es producir el cierre de los labios o sello labial y ayudar al vaciado del vestíbulo bucal.
Lo inervan las ramas temporofacial y cervico facial del nervio facial.

### Elevador común del ala de la nariz y del labio superior
El músculo elevador común de la nariz y labio superior es un músculo de la cara, en la parte lateral de la nariz; en forma de cinta delgada.
Se inserta por arriba en la cara externa de la apófisis ascendente del maxilar superior; por abajo, en la piel de la parte posterior del ala de la nariz y en la del labio superior.
Lo inerva la rama temporofacial del nervio facial.
Acción: eleva el labio superior y ala de la nariz.

### Elevador propio del labio superior
El músculo elevador propio del labio superior se encuentra delante del maxilar superior, por fuera del elevador común del ala de la nariz y del labio superior.
Se inserta por arriba en el reborde interno de la órbita; por abajo, en la mucosa del labio superior.
Lo inerva el nervio facial.

### Músculo canino
El músculo canino es un músculo de la cara, en la fosa canina del maxilar; pequeño de forma cuadrilátera.
Está situado en la fosa canina, desde donde se extiende a la comisura de los labios.
Se inserta por arriba, en la fosa canina debajo de agujero infraorbitario; por debajo, en la piel y mucosa de las comisuras.
Relaciones: Su cara superficial se relaciona con el elevador propio del labio superior, con los nervios y vasos suborbitarios y con la piel; su cara profunda cubre parte del maxilar superior. Lo inerva el nervio facial.
Acción: Levanta y dirige hacia dentro la comisura de los labios.

### Cigomático mayor
El músculo cigomático mayor es un músculo de la cara, se encuentra en la mejilla; oblicuo, pequeño, en forma de rectángulo.
Se inserta en su origen, en la cara externa del pómulo; por abajo en la comisura labial.
Lo inerva el nervio facial. Su acción es: Elevar la comisura labial.

### Cigomático menor
El músculo cigomático menor es un músculo de la cara, se encuentra en la mejilla, pequeño en forma de cinta.
Se inserta en su origen en la parte inferior de la cara externa del pómulo; por abajo en la piel del labio superior.
Lo inerva el nervio facial. Funciona como elevador y abductor de la parte media del labio superior
Función:es sinérgica con las de otros elevadores y eversores del labio superior

### Risorio
El músculo risorio se encuentra en el lado de la cara; de pequeño tamaño y forma triangular.
Se inserta en el tejido celular de la región parotidea; por delante de la piel y mucosa de la comisura.
Lo inerva la rama cervicofacial del nervio facial.
Es vascularizado por la arteria facial y transversa facial, ambas ramas de la carótida externa. 
Función: Retrae la comisura labial. Produce la sonrisa.

### Triangular de los labios
El músculo triangular de los labios es un músculo de la cara, en la parte inferior de la cara, debajo de la piel; ancho y delgado, triangular, de base inferior.
Se inserta por abajo en el tercio interno de la línea oblicua externa del maxilar inferior; por arriba, en los tegumentos de las comisuras labiales.
Lo inerva las ramas cervicofaciales del nervio facial.
Función: desplaza hacia abajo la comisura.

### Cuadrado del mentón
El músculo cuadrado del mentón  es un músculo de la cara, la barba o mentón, por debajo y por dentro del triangular de los labios; par, de forma cuadrilátera.
Se inserta en la línea oblicua externa de la mandíbula; por arriba en la piel del labio inferior.
Lo inerva los filetes mentonianos de la rama cervicofacial del nervio facial. 
Función: Desplaza el labio inferior hacia abajo y hacia afuera produciendo la expresión el puchero.

### Borla del mentón
El músculo borla del mentón o de la barba es un músculo de la cara, en la barba, situado en el espacio triangular que delimita el músculo depresor del labio inferior a ambos lados de la línea media; entre la parte superior de la sínfisis y la eminencia mentoniana. Es par, pequeño y conoideo.
Se inserta por arriba en el maxilar inferior por debajo de las eminencias incisivas y la canina, debajo de las encías; por abajo, en la piel de la barbilla.
Lo inerva el séptimo par craneal o facial.
Función: levanta la piel del mentón.

### Masetero
Es el encargado de masticar la comida.
El músculo masetero (Masseter) es un músculo de la masticación. Es un músculo corto, cuadrilátero, capaz de ejercer una fuerza de 90 kg, y formado por dos fascículos: uno anteroexterno (superficial), y otro posterointerno (profundo).1
Se inserta en el borde inferior del arco cigomático.